# Rivière Courjolle
La rivière Courjolle ou Courjolles ou encore Courjole est un cours d'eau qui coule dans le département de l'Ouest à Haïti, et un petit fleuve côtier qui a son embouchure en Mer des Caraïbes.

## Géographie
Ce fleuve qui se jette dans le golfe de la Gonâve à l'Est de la ville d'Arcahaie. Il prend sa source dans le Chaîne des Matheux.
Son cours mesure environ 25 kilomètres de long.

## Histoire
En octobre 2012, l’ouragan Sandy avait ravagé la région et la rivière Courjolle était devenu un torrent d'eau débordant de son lit et détruisant tout sur son passage, notamment des ponts. 
En 2012, furent inaugurés deux barrages sur les rivières Courjolle et Matheux afin de pouvoir irriguer la plaine de l'Arcahaie.
En avril 2014, le président d'Haïti, Michel Martelly est venu inauguré à Arcahaie un nouveau pont de 40 mètres de long, enjambant la rivière Courjolle et financé par l’Agence française de développement.